# Де Хан-Манифаргес, Паулина
Паулина де Хаан-Манифаргес (нидерл. Pauline de Haan-Manifarges; 4 апреля 1872, Роттердам — 2 мая 1954, Хилверсюм) — нидерландская камерная и концертная певица (контральто). Жена брата дирижёра Виллема де Хана.
Училась в Роттердаме у Л. Ф. Брандтс-Бёйса и Пауля Хаазе, изучала также фортепиано под руководством Макса ван де Зандта. Затем совершенствовала своё мастерство во Франкфурте-на-Майне у Юлиуса Штокхаузена. В 20-летнем возрасте выступила в Цюрихе с исполнением песен Иоганнеса Брамса в сопровождении композитора. В дальнейшем прославилась дуэтами с другой нидерландской певицей, Алтье Нордевир-Реддингиус, и участием в амстердамских исполнениях баховских Страстей по Матфею под управлением Виллема Менгельберга; среди других важнейших партий де Хаан — альтовые партии в «Реквиеме» Верди, вокальные соло в симфониях Густава Малера. В 1907 г. осуществила несколько записей. В 1927 г. завершила исполнительскую карьеру, полностью посвятив себя преподавательской деятельности.